# Dicranomyia (Dicranomyia) lucida
Dicranomyia (Dicranomyia) lucida is een tweevleugelige uit de familie steltmuggen (Limoniidae). De soort komt voor in het Palearctisch gebied.